# 利利亚娜·穆戈沙
利利亚娜·穆戈沙（羅馬化：Ljiljana Mugoša，1962年4月10日—），黑山女子手球运动员。她曾代表南斯拉夫国家队参加1984年和1988年夏季奥林匹克运动会手球比赛，其中1984年奥运会获得一枚金牌。